# Gemeinschaft et Gesellschaft
Gemeinschaft et Gesellschaft sont des catégories sociologiques qui désignent deux types d'associations d'humains, d'organisation de la société. Ces notions peuvent être rapprochées de celle de communalisation chez le sociologue Max Weber.

## Concept
Ces deux catégories ont été introduites en sociologie par le sociologue allemand Ferdinand Tönnies, dans son ouvrage Gemeinschaft und Gesellschaft publié en 1887.
Elles permettent de différencier deux types de groupe social. Il y a la communauté (Gemeinschaft), ancienne, où le lien mécanique de solidarité prime. On est alors membre d'un corps social non par choix, mais par nature et où la communauté prime sur l'individu. On n'y adhère pas et on ne la quitte pas. 
Ensuite, il y a la société (Gesellschaft) dans le sens moderne, à savoir une association libre d'individus où chacun prime sur le tout. Un individu peut donc librement adhérer ou se dissocier du groupe via le contrat social. Tönnies considère que l'avènement de la Gesellschaft marque le déclin du mode traditionnel d'organisation social. Il doit être noté, toutefois, que l'auteur fait de ces deux catégories des idéal-types.
Originellement, chez Tönnies, les termes recoupent ceux du Commonwealth hobbesien (où l’État autoritaire domine des individus épars) et de la Civil society (société civile) de John Locke. Au fur et à mesure de ses écrits, le concept de Gemeinschaft est de moins en moins associé à un État ; le terme prend véritablement le sens de communauté, où le tout domine l'individu, sans qu'il y ait nécessairement besoin de puissance publique. La Gesellschaft conserve son sens lockien libéral et renvoie à l'idée de l'urbain bourgeois
Pierre-Yves Cusset souligne que ces deux modes d'organisation de la société ne sont pas historiquement successifs, car les deux coexistent. Il estime « il existe bien des éléments relevant de la Gesellschaft dans la famille traditionnelle de même qu'il existe des éléments relevant de la Gemeinschaft dans la grande entreprise moderne ».

## Proximité avec le concept decommunalisation

### Définition
La communalisation est un terme introduit par Max Weber dans Économie et société en 1920. Il désigne « une relation sociale basée sur un sentiment d'appartenance, telle que la famille ou la nation ».
La notion de communalisation (ou communautisation) va de pair avec la notion de sociation (ou sociétisation). Ces deux notions se distinguent de la différence entre communauté et société établie par Ferdinand Tönnies. Communauté et société sont deux sortes d'organisations sociales qui se succèdent historiquement. Pour Max Weber, communalisation et sociation sont des "logiques de relations sociales" présentes dans toutes les sociétés indépendamment de la période historique. Max Weber utilise le terme de communauté indépendamment du type de relation sociale qui l'anime. Ainsi, une communauté peut relever de la communalisation ou de la sociation selon le sens que les individus attribuent à leur action dans ce groupe. Là où la communalisation est la relation sociale basée sur « le sentiment subjectif d'une appartenance commune (d'ordre affectif ou traditionnel) », la sociation désigne un groupe d'individus ayant choisi délibérément de s'associer autour d'intérêts partagés, à l'instar d'un parti politique.

### Usages
La sociologue Danielle Juteau utilise ce concept qui présente l'avantage de ne pas être statique, contrairement à celui de communauté, évitant ainsi « le substantialisme et l’homogénéisation des catégories ». Elle l'utilise avec la définition suivante : « Enracinée dans un rapport inégalitaire, la communalisation est un processus par lequel des personnes orientent mutuellement leurs comportements, en vue d’une action collective motivée par des intérêts matériels ou idéels. ». Elle l'a mobilisée dans son étude sur la comparaison des Canadiens francophones de l'Ontario et de ceux du Québec. Dans ce cas, la notion de communalisation évite de prendre la communauté comme une donnée, et d'étudier « l’élaboration d’une définition du groupe ethnique basée sur la croyance en des ancêtres communs, réels ou imaginés […] [dans] une compréhension constructiviste et relationnelle du phénomène. ».

### Autre sens
Le terme est employé au Burkina Faso pour indiquer une démarche d'organisation administrative du territoire, qui consiste à établir des terres ou communes portant des responsabilités décentralisées de l'État ; voir par exemple Communalisation intégrale: Quelles leçons de l’expérience de ses voisins pour le Burkina Faso ?